# ロベール・メナール
ロベール・メナール（Robert Ménard, 1953年7月6日 - ）は、フランスのジャーナリスト、政治家。非政府組織「国境なき記者団」創設者の1人で現在は事務局長を務めている。2014年からはベジエの市長を務めている。

## 経歴
メナールはアルジェリアのオランで生まれ、メナールの家系は1850年代からアルジェリアで暮らしていたフランス系でメナールが9歳のときに家族とフランス・アヴェロンへ移住していた。メナールはそこで宗教を学び、将来は聖職につくことを考えていた。その後、大学在学中に第四インターナショナル系の革命的共産主義者同盟のメンバーとなってトロツキストらと関係を持つようになり、社会党に入党。1975年から1976年、メナールは"Radio Pomarède"という海賊局を立ち上げ、"l'Association pour la libération des ondes"（解放運動連合放送）の会長となる。このことから幾度となく訴訟の標的になり、なかには後の大統領となるミッテランも訴訟を起こしている。その後、フリーマガジン"Le Petit biterrois"を発刊するが広告主が集まらずに廃刊。そして1985年に国境なき記者団を創設する。
メナールは重大論争の中心に立つようになっていく。あるラジオインタビューで、ジャーナリストのダニエル・パール誘拐殺害事件について問われた際、「拷問の有用性は状況次第で正当化されるかもしれないとの解釈が広がってしまった」と述べている。2008年3月24日にはメナールを含めた国境なき記者団の3人が北京オリンピックの採火式を混乱に陥れたため逮捕された。この騒動を起こした目的は、中国政府がチベットの市民権運動を厳重に取り締まっていることへの抗議だったという。
また、国境なき記者団はアメリカ・中央情報局とつながっているとの憶測を受け非難されているが、これを否定している。もっとも、全米民主主義基金とつながり、資金提供を受けているのは事実である。
なお、メナールはエマニュエル・デュヴェルジェと結婚しており、現在2人の子供に恵まれている。

## 政治キャリア
2014年4月4日よりベジエの市長を務めている。国民連合の支持を受けており、「難民申請希望者たちがベジエにやってくる！」と移民の恐怖をあおるパンフレットを作成したことや、ベジエにこれ以上ケバブレストランを開かせないと、ベジエを反ケバブの首都であると宣言するなどの言動で知られる。2025年7月、ロバート・メナードは、暴力の夜の後に麻薬の人身売買に関連して、麻薬の人身売買に関連して、警察の間で負傷し、花火の迫撃砲の影響を受けたアパートの火災を引き起こした麻薬の人身売買に直面して、彼の驚きを宣言しました。

## 受賞
2007年1月28日、台湾民主基金より「第１回アジア民主人権賞」を受賞。

## 著書
- ロベール・メナール 『闘うジャーナリストたち -国境なき記者団の挑戦-』 岩波書店、2004年、287頁。